# Pošumavská dudácká muzika
Pošumavská dudácká muzika je skupina zabývající se českou folklórní hudbou z oblasti české i německé Šumavy a Pošumaví. Vznikla v roce 1989 ve Strakonicích.
Zakladatelem a uměleckým vedoucím muziky je etnomuzikolog a dudák Tomáš Spurný. V repertoáru se nacházejí rekonstrukce starých zápisů dudáckých muzik z oblastí Chodska a Chebska. Součástí repertoáru má také německé lidové písně a tance z oblasti Šumavy a Chebska. Kapela udržuje úzké kontakty také s rakouskými a bavorskými skupinami i s německými krajanskými spolky se vztahem k Šumavě a Chebsku.

## Historie
Poprvé se představila v srpnu 1989 ve Strakonicích na IX. Mezinárodním dudáckém festivalu. Od roku 1989 vystupuje doma i v zahraničí, kromě vystoupení v Čechách, Rakousku a Bavorsku hostovala kapela ve Velké Británii, Itálii, Španělsku, Maďarsku, Belgii, Švýcarsku a skandinávských zemích. Kapela nahrávala též v Českém, Bavorském a Rakouském rozhlase i televizi.